# 蒙加赞
蒙加赞（法語：Montgazin，法語發音：[mɔ̃ɡazɛ̃]）是法国上加龙省的一个市镇，属于米雷区。

## 地理
蒙加赞（43°18'34"N, 1°18'15"E）面积6.89 平方千米，位于法国奧克西塔尼大區上加龙省，该省份为法国西南部内陆省份，西南端与西班牙接壤，自此顺时针与上比利牛斯省、热尔省、塔恩-加龙省、塔恩省、奥德省和阿列日省接壤。
与蒙加赞接壤的市镇（或旧市镇、城区）包括：莱兹河畔莱扎、拉科涅、马尔克法沃、蒙托、莱兹河畔圣叙尔皮斯。

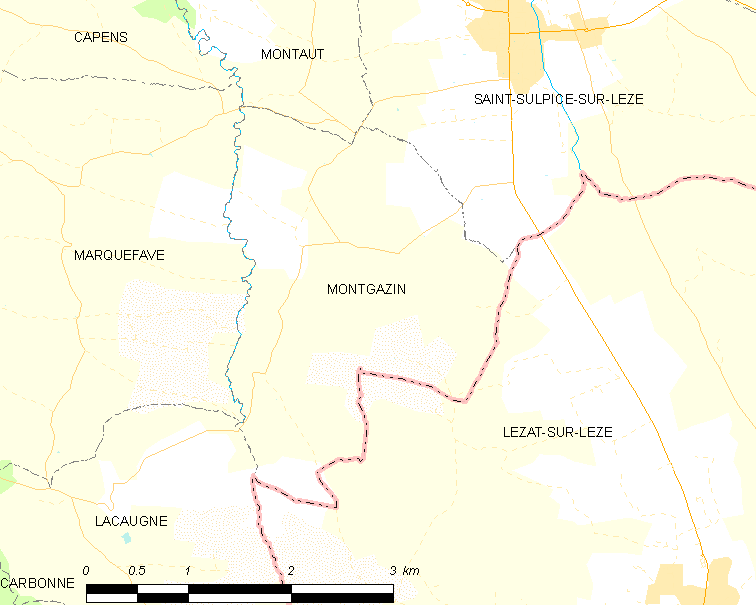
蒙加赞的OSM定位图

蒙加赞的时区为UTC+01:00、UTC+02:00（夏令时）。

## 行政
蒙加赞的邮政编码为31410，INSEE市镇编码为31379。

## 政治
蒙加赞所属的省级选区为欧特里沃县。

## 人口

1962-2008年间蒙加赞人口变化图示

蒙加赞于2022年1月1日时的人口数量为166人。